# Ian Malcolm (Jurassic Park)
Dr. Ian Malcolm egy kitalált karakter a Jurassic Park sorozatból, akit Michael Crichton alkotott és Jeff Goldblum alakított. Malcolm tehetséges matematikus, aki a káoszelméletre specializálódott. A karaktert részben James Gleick amerikai tudománytörténész és Ivar Ekeland francia matematikus ihlette. 1990-ben Crichton Jurassic Park című regényében és annak 1993-as filmadaptációjában Malcolmot Donald Gennaro biztosítási ügyvéd hívja meg, hogy vegye észre a John Hammond dinoszauruszos vidámparkjával, a Jurassic Parkkal kapcsolatos problémákat. Malcolmot Crichton arra szánta, hogy a közönség szerepét töltse be a forgatókönyvekben, amelyekbe belekerül. Malcolm az eredeti regényben másodlagos főszereplő, a folytatásban, Az elveszett világban pedig főszereplő, mivel a rajongók pozitívan fogadták Goldblum alakítását Steven Spielberg rendező filmadaptációjában.
A Jurassic Parkban Ian Malcolmként játszott szerepe Goldblum karrierjét az egekbe repítette. Malcolm Goldblum egyik legnépszerűbb karakterévé vált, és a populáris kultúra számos formájában megjelenik. A karakter jellegzetes mondata, „Az élet utat tör magának”, Goldblum és a Jurassic Park franchise szinonimájává vált, és Malcolmot a franchise legmaradandóbb karaktereként ismerték el.

## Fiktív életrajz
Crichton regényében Dr. Ian Malcolm, Dr. Alan Grant paleontológus és Dr. Ellie Sattler paleobotanikus meghívást kapnak az InGen vezérigazgatójától, John Hammond-tól, hogy nyilatkozzanak a Jurassic Park, egy Costa Rica mellett található szigeten, Isla Nublar-on felépített szórakoztató park kapcsán, ahol genetikailag újraalkotott dinoszauruszok élnek. Malcolm a leginkább borulátó a park ötletét illetően, mivel úgy érzi, hogy Hammond és tudósai nem fordítottak elég időt és energiát arra, hogy teljes mértékben megértsék, mit is hoznak létre. Különösen rámutat arra, hogy Hammond állítása, miszerint a dinoszauruszok sterilizálással és ellenőrzött tenyésztéssel irányíthatók, ostobaság, mivel a biológia terén túl sok a kiszámíthatatlan változó.
A parkban tett túra során a elégedetlen számítógépes programozó, Dennis Nedry lekapcsolja a park áramellátását, hogy hozzáférjen a dinoszauruszembriókhoz, amelyeket el akar adni egy rivális cégnek (a franchise bővülése során kiderül, hogy ez a cég a BioSyn). Nedry cselekedetei miatt az elektromos kerítések is lekapcsolnak, így a dinoszauruszok kiszabadulnak a kifutóikból. Malcolm-ot megtámadja egy Tyrannosaurus rex, amely eltöri a lábát. Robert Muldoon, a park vadőre, és Donald Gennaro ügyvéd találja meg, visszaviszik az egyik kunyhóba, ahol Gerry Harding, a park állatorvosa gondoskodik róla. Harding morfiumot ad Malcolm-nak, aki a cselekmény hátralévő részében a tudományról és a filozófiáról beszél, miközben megpróbál segíteni a többi túlélőnek. Állapota tovább romlik, és mire a Costa Rica-i légierő megérkezik Isla Nublarra, Malcolm látszólag meghal a sérülései következtében.
A regény folytatásban, Az elveszett világban kiderül, hogy Ian halálának bejelentése korai volt, és sikerült megmenteni. Ő lesz a második könyv főszereplője. A cselekmény azzal kezdődik, hogy Ian előadást tart a kihalásról és a káoszelméletről. Azt is megtudjuk, hogy korábban járt Sarah Harding-gal, a kapcsolatuk megszűnése ellenére is barátok maradtak. Ian-t és Sarah-t is megkeresi Richard Levine paleontológus, aki azt kéri a matematikustól, hogy segítsen megtalálni az „elveszett világot”. Bár Malcolm többször is elutasítja az ajánlatot, végül hajlandó belemenni a dologba, és elutazik Isla Sorna szigetére. Ian-nek egy másik Tyrannosaurus-szal való találkozás során ismét megsérül a lába, de túléli.

## A filmekben
Michael Crichton regényének Steven Spielberg által rendezett filmadaptációjában Ian Malcolm szerepében Jeff Goldblum színész látható. A könyvvel ellentétben a filmben Malcolm-ot nem nyilvánítják halottnak, miután a Tyrannosaurus súlyosan megsebesíti. A filmben Malcolm sérülését az okozza, hogy megpróbálta elcsalni a T. rexet a Tim és Lex Murphy-t szállító autótól, míg a regényben Malcolm gyávaságból sérült meg (ez inkább Donald Gennaro halálához hasonlít a filmben). Ezt a változtatást Goldblum javasolta. A színész a film folytatásában, az 1997-es jurassic park: az elveszett világban újra eljátszotta a szerepét. Egy kisebb szerepben feltűnik a jurassic world: bukott birodalom című filmben, valamint Sam Neill (Alan Grant) és Laura Dern (Ellie Sattler) mellett újra visszatér a 2022-es jurassic world: világuralomban. Néhány rajongó kissé drasztikusnak találta Malcolm személyiségének változását az első film és az elveszett világban látott karakterhez képest, és egyesek azt feltételezték, hogy Ian a Jurassic Parkban tett kirándulása után poszttraumás stressz szindrómában szenved.
Az első filmben elhangzott, hogy Malcolm többször volt házas és három gyermeke van. A lánya, Kelly Curtis az elveszett világban is feltűnik. A hatodik film idejére további kettő gyermeke született.

## Bemutatás
Goldblum kiválasztása előtt Jim Carrey vígjátékszínész jelentkezett Ian Malcolm szerepére. A film szereplőválogatásért felelős vezetője, Janet Hirschenson úgy vélte, hogy Goldblum a tökéletes színész a szerepre, és Carrey meghallgatásáról úgy beszélt, hogy "Carrey szintén fantasztikus volt, de azt hiszem, elég hamar mindannyian megszerettük Jeff ötletét”. Cameron Thor színművész előbb Malcolm szerepére jelentkezett meghallgatásra, mielőtt megkapta Dodgson szerepét. A regényben Malcolm azt állítja, hogy mindig kizárólag feketét visel, így nem kell sokat gondolkodnia azon, hogy mit vesz fel. Ez a tulajdonsága közös Goldblum egy korábbi karakterével, Seth Brundle-lal a légy című filmből. Malcolm „ez nem elég gyors" (angolul must go faster) mondatát egy másik Goldblum-karakter, David Levinson használta fel újra a Függetlenség napja című filmben.

## Fogadtatás
Goldblum alakítását Ian Malcolm szerepében a rajongók és a kritikusok is elismerően fogadták. Malcolm a franchise legnépszerűbb karaktere, és Goldblum egyik legnépszerűbb szerepe. Goldblum-ot a Jurassic Parkban nyújtott alakításáért Szaturnusz-díjra jelölték a legjobb férfi mellékszereplő kategóriában Wayne Knight Dennis Nedry-vel együtt, de mindketten vesztettek Lance Henriksen-el szemben (tökéletes célpont). Goldblum-ot Blockbuster Entertainment Award-ra is jelölték a Legjobb színész - SciFi kategóriában, a Jurassic Park: elveszett világ című filmben nyújtott alakításáért.
Goldblum kevés képernyőideje és túlzott marketingje miatt franchise rajongói kritizálták a Jurassic World: bukott birodalom című filmet. Nehezményezték, hogy Jeff csak két rövid jelenetben tűnt fel a film elején valamint a legvégén. Timothy Donohoo, a Comic Book Resources munkatársa kritikusan nyilatkozott Malcolm jellemrajzáról a Jurassic World világuralomban, a filmet a széria legrosszabb darabjának, Jeff alakítását a leggyengébbnek nevezve. Donohoo azt írta, hogy míg az első két filmben Malcolm „a józan ész cinikus hangjaként” jelenik meg, addig a világuralom„az ostoba komédiák forrásává degradálja”.

## Öröksége
Ian Malcolm Goldblum egyik legikonikusabb és leggyakrabban emlegetett karakterévé vált. Malcolm és egy másik szereplő, Dr. Henry Wu a sorozat során négy filmben is feltűnt, többször, mint bármely más szereplő. Malcolmra különböző dinoszaurusz-tanulmányokban is hivatkoztak, valamint az „Az élet utat tör” mondata is többször megjelenik. Az idézet a Jurassic Park-franchise, valamint magának Goldblumnak a szinonimájává vált. A karakter a káoszelmélet iránti érdeklődést is újjáélesztette, egy jelenetnek köszönhetően, amelyben Malcolm flörtöl Ellie Sattlerrel, miközben erről beszélgetnek.
Az első film egyik jelenetét, amelyben Malcolm nyitott ingben jelenik meg, széles körben megemlítették, mint Goldblum karakterének szexszimbólumként való megalapozásának elsődleges okát, és a póz számos tetoválás, internetes mém, Funko játékfigura, valamint a londoni Potters Fields Parkban felállított szobor témájául is szolgált.